# Scanner Cop
Série
Scanners 3 : Puissance maximum
(1991) Scanners: The Showdown
(1995)
Pour plus de détails, voir Fiche technique et Distribution.
Scanner Cop est un film canado-germano-américain réalisé par Pierre David et sorti directement en vidéo en 1994.
Il s'agit du premier long métrage du réalisateur et du quatrième volet de la saga, débutée avec Scanners de David Cronenberg en 1981.

## Synopsis
Sam Staziak, un jeune policier de Los Angeles, découvre qu'il est un « scanner », c'est-à-dire qu'il peut lire dans les pensées et contrôler l'esprit d'autres personnes.

## Fiche technique
Sauf indication contraire, les informations mentionnées dans cette section peuvent être confirmées par la base de données cinématographiques IMDb,  présente dans la section « Liens externes ».
- Titre original et français : Scanner Cop
- Titre allemand : Scanner Cop - Die ultimative Waffe
- Réalisation : Pierre David
- Scénario : John Bryant et George Saunders[1], d'après une histoire de Pierre David, inspirée des personnages créés par David Cronenberg
- Musique : Louis Febre
- Décors : Deborah Raymond et Dorian Vernacchio
- Costumes : Yana Syrkin
- Photographie : Jacques Haitkin
- Montage : Julian Semilian
- Production : Pierre David
  - Production déléguée : René Malo
  - Co-production : Robert Lansing Parker et Noël A. Zanitsch
- Sociétés de production : Image Organization[1], en co-production avec Malofilm, Republic Pictures et Starlight-Film Medienhandel
- Société de distribution : Cine Plus (Allemagne), Malofilm Home Video (Canada) et Republic Pictures Home Video (États-Unis) ; Fox vidéo (France)[4]
- Pays de production :  Allemagne,  Canada  États-Unis
- Langue originale : anglais
- Format : couleur — 1,85:1 (Spherical), 35 mm — son Ultra Stereo
- Genre : horreur, science-fiction
- Durée : 94 minutes[2],[3]
- Dates de sortie :
  - Allemagne : mai 1994 (vidéo)
  - États-Unis : 27 juillet 1994 (vidéo)
  - France : février 1995 (vidéo)

## Distribution
- Daniel Quinn : Samuel Staziak
- Richard Lynch : Karl Glock
- Darlanne Fluegel : Dr Joan Alden
- Richard Grove : le commandant Peter Harrigan
- Mark Rolston : le lieutenant Harry Brown
- Hilary Shepard : Zena
- James Horan : Melvin
- Brion James : Dr Hampton
- Wayne Grace : l'officier Dooley

## Production
Scanner Cop est le premier long métrage de Pierre David, en tant que réalisateur et producteur pour la société Image Organization, écrit par George Saunders et John Bryant, « un tout nouveau concept » s'inspirant des personnages de Scanners (1981) signé David Cronenberg :

« J'ai décidé de réaliser le film parce que je voulais commencer par quelque chose d'intelligent qui s'appuie sur la mythologie de Scanners. J'avais envie de réaliser un film depuis au moins treize ans, mais j'attendais le bon projet »

— Pierre David
.
Le réalisateur travaille pour la première fois avec John Buechler, le maquilleur attitré des studios Empire pour les films Re-Animator (1982), Aux portes de l'au-delà (From Beyond, 1986), Les Poupées (1986), Prison (1988), , etc., ainsi que le réalisateur Christian Duguay qui participe également à ce projet.
Le tournage a lieu, entre le 25 janvier et le 22 février 1993, à Los Angeles (Californie).

## Accueil
Le magazine Empire donne au film la note de 2⁄5.